# 用箋挟

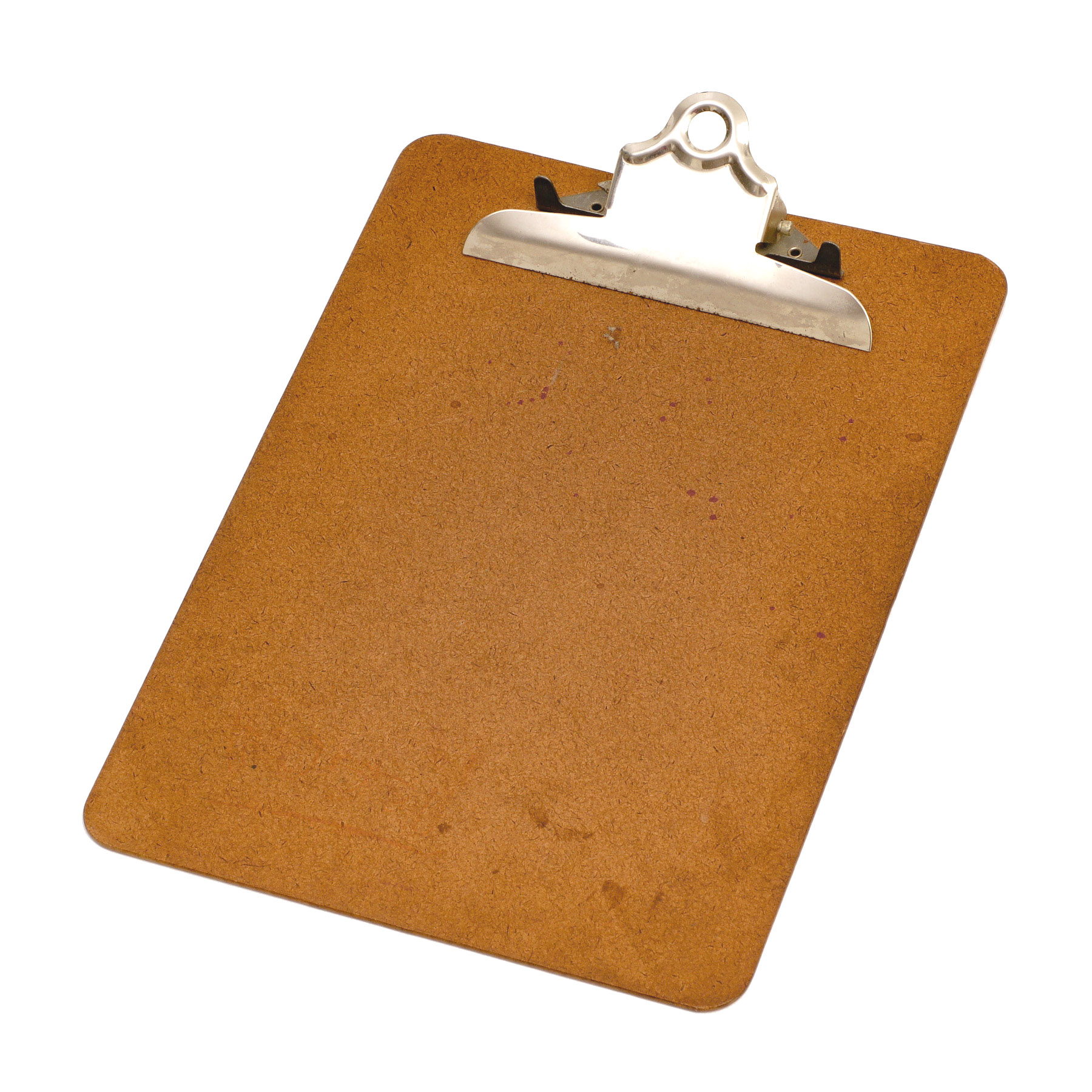
木製の用箋挟

用箋挟（ようせんばさみ）は、端にばね仕掛け等のクリップを備えた硬い板状の文房具。主にクリップに紙類を挟みこんだ状態で、その紙に筆記するための下敷きとして使用される。紙挟み、ペーパーホルダー、クリップボード、板っパチ、バインダー（海上自衛隊等一部の組織では板挟み）とも呼ばれる。

## 概要
歩き回りながら筆記するような状況で使われるほか、回覧板にも用いられる。様々なサイズのものが存在し、一般的にはA4ないしB5サイズのものが多いが、B4サイズやA6サイズなどもある。また、飲食店や商店での伝票処理には特に縦長の物が用いられる。
携帯用の筆記用硬質下敷きという意味では画板にも似るが、画板が基本的に木製、また最大で四六判の紙（画用紙）を留められるのに対して、用箋挟は金具で補強されビニールで表面を覆われた板紙やプラスチックや皮革でできていることが多く全体的に軽いつくりになっていること、クリップが必ずついていること等の差異がある。また上述の通り、留められる紙はA4判が限界。
ただし、画板にもクリップつきのものが存在するなどその境界は必ずしも明確ではなく、通常はその用途によって、一般記録用・事務用のものを用箋挟、専ら絵を書く際に用いるものを画板と呼び習わす事になっている。また、プラスチック製のものでもクリップ部分だけは金属製のものと、クリップ部分も（ばねを除き）プラスチック製のものが存在する。
挟み込む紙の量がそれほど多くない（コピー用紙で数十枚程度まで）場合は、クリップによる保持も確実に行われ、上記のような用途で便利に使われるが、無理にたくさんの紙を挟み込んだり、紙以外の厚みのあるものを挟み込んだりすると、クリップの押さえ込む力が上手く働かず、挟み込んだ紙類をばらまくような結果に陥る。欲張らずに、一つの用箋挟あたりの枚数を抑えたほうが賢いといえる。
一般的には、クリップ部分がプラスチック製の製品は金属製クリップの製品に対して挟みこめる量が少ない傾向にある。クリップのバネの代わりに磁石を用いたものも存在する（例:ライオン事務器のレオグリップ）。
クリップがついている位置が、板の長辺方向となっているものも短辺方向となっているものも両方とも製品として存在する。挟み込む紙の向きが横ならば長辺方向にクリップのあるものを、縦ならば短辺方向にクリップがあるものを使い、いずれの場合も、紙の上辺をクリップで挟み込むのが通常の使い方である。

## 用途
用箋挟が使われるのは、主に、立って歩き回りながら紙類に筆記する必要がある場合である。
例えば、工事現場、工場、病院等の医療現場、民俗学・社会学・地学・生物学等における実地調査、スポーツ大会・ポスティングなどにおける記録に使われる。また、数枚〜数十枚の紙を一時的に束ねる事ができ、硬い板が紙の損傷をある程度防ぐという特性を生かし、回覧板としても用いられる。
野外等での記録や、回覧板としての使用に馴染みのない人であっても、確実に目にする用途が、飲食店で注文伝票へ書き込む際に挟むものや、クレジットカードを使用する際に署名をする際に用いられるものなどである。これらのものは用紙（伝票等）に合わせて縦に細長い形のものを用いるのが普通である。

## 一覧

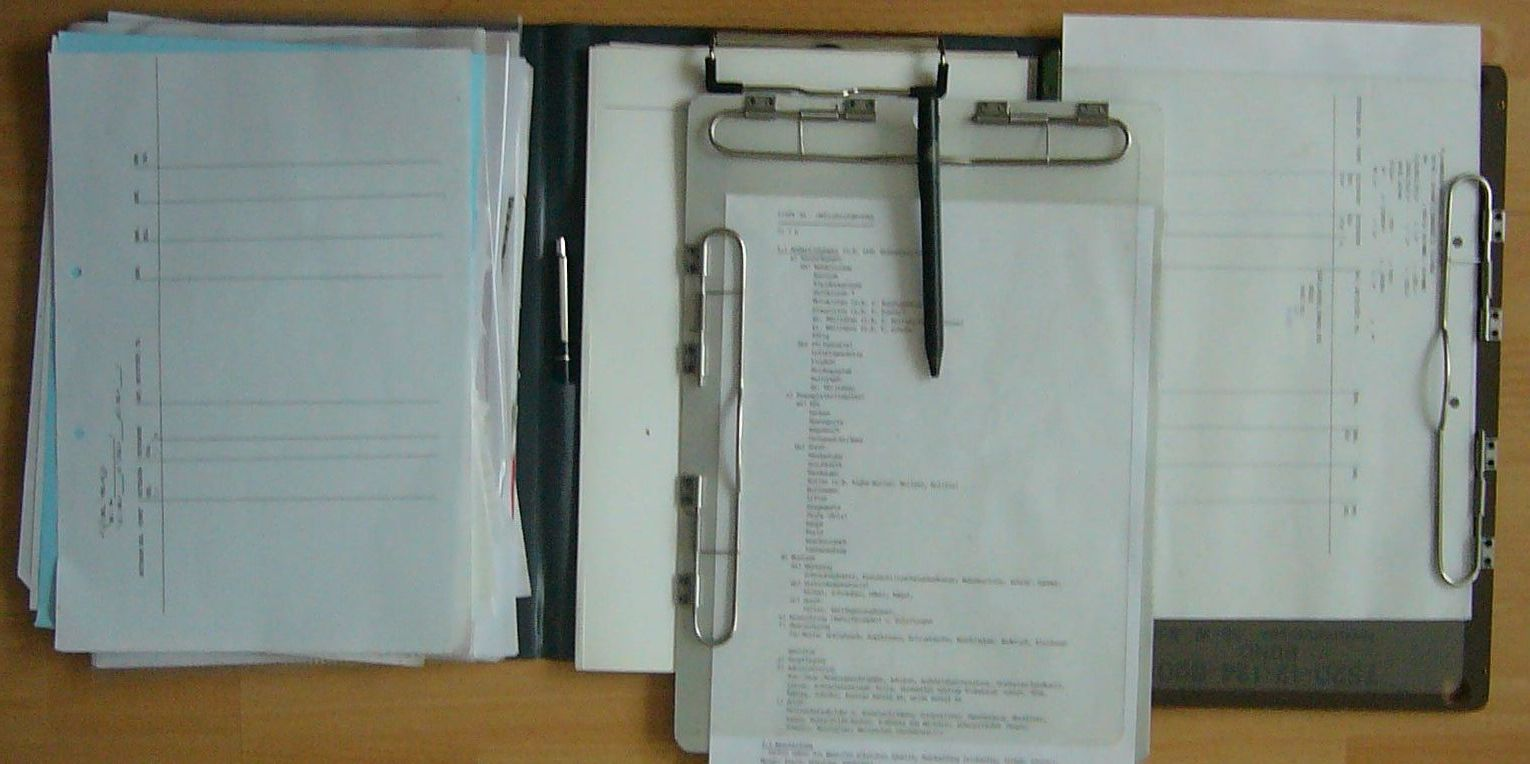
縦型と横型
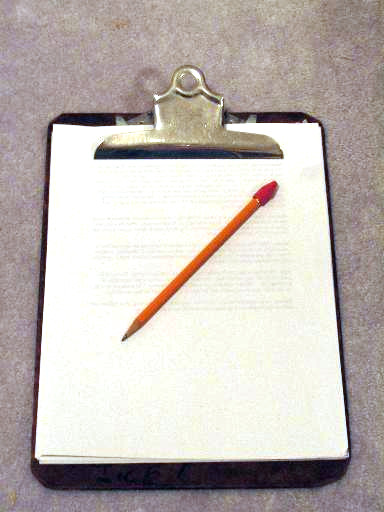